# Sinaj Löw ben Becalel
Sinaj Löw ben Becalel (hebrejsky סיני לאו בן בצלאל‎, 1535, Poznaň nebo Worms – cca 1600, Kolín nebo Mikulov) byl český rabín a jedna z předních osobností pražské, mikulovské a posléze kolínské židovské obce doby renesance na přelomu 16. a 17. století. Byl starším bratrem rabbiho Löwa.

## Život a činnost
O jeho životě je do současné doby známo jen velmi málo údajů. Narodil se patrně - stejně jako Maharal - do významená a rozvětvené rodiny Löwů (Lewa) v polské Poznani, která ovšem měla kořeny v porýnském Wormsu, jednom z tehdejších center evropské aškenázské vzdělanosti.
Sinaj studoval společně s Davidem Gansem, působil nějakou dobu v Praze, poté mnoho let jako rabín a av bejt din (předseda rabínského soudu) v moravském Mikulově.
Zemřel roku 1607, tedy dva roky před svým slavnějším bratrem Maharalem, v Kolíně a je pohřben na tamním Starém židovském hřbitově. Podle jiných zdrojů zemřel v Mikulově a je pochován na tamním židovském hřbitově.